# 쑹저위안

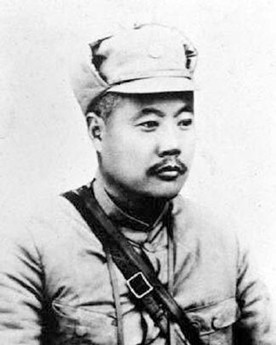
쑹저위안

쑹저위안(중국어: 宋哲元), 1885년 ~ 1940년)은 중국의 군인으로 산둥성 출생이다. 군벌 펑위샹의 심복이 되어 1924년 국민군 사장, 1925년 열하도통 등을 역임했다. 1927년에는 북벌에도 참여했으며 1929년부터 이듬해까지 군벌 펑위샹, 옌시산과 함께 장제스에 맞서 싸웠으나 패배했다. 이후 만주군벌 장쉐량의 밑에 들어가 만주사변 때 일본군과 자주 접전을 벌여 영웅이 되었다. 차하얼 성 주석을 겸하다가 여러 관직을 지내고 허베이성 주석이 겸했다. 1937년 7월 7일 루거우차오 사건으로 인해 일본의 침략이 시작되어 쓰촨성으로 피신했다가 병사했다.

## 같이 보기
- 중화민국의 역사